# Columbisoga tenae
Columbisoga tenae är en insektsart som beskrevs av Frederick Arthur Godfrey Muir 1926. Columbisoga tenae ingår i släktet Columbisoga och familjen sporrstritar. Inga underarter finns listade i Catalogue of Life.